# バド・セリグ

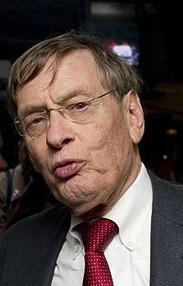
バド・セリグ

アラン・ヒューバー・セリグ（Allan Huber "Bud" Selig , 1934年7月30日 - ）は、第9代MLBコミッショナーである（在任期間は1998年7月9日 - 2015年1月24日）。NFLのグリーンベイ・パッカーズの大株主でもある。
姓の発音は「セリグ」よりも「スィーリグ」の方が原音に近い。

## 略歴
1934年、ミルウォーキー生まれ。両親は移民。幼少期から母親の影響で野球に興じるようになる。地元の大学を卒業後、自動車販売業で富を成した父の後を継ぎ成功者となる。
1953年にブレーブスがボストンから地元のミルウォーキーに移転し、セリグ自身も地元ファンの一人としてブレーブスの応援に熱を入れるようになる。ブレーブスは優勝争いをし、観客も4年連続200万人を動員する盛況を見せる。ところが、1958年の220万人から、1962年には77万人にまで観客動員が右肩下がりになってしまう。セリグはGo-to-Bat-for-the-Bravesというチケット促進活動に従事する。しかし、1964年には91万人に回復したものの、ブレーブスはその年限りでアトランタに移転してしまう。
ミルウォーキーはフランチャイズの空白地帯となるが、セリグは1969年に誕生しその年限りで破産したシアトル・パイロッツを購入し、1970年の開幕前に生まれ故郷のミルウォーキーに移転させて、ミルウォーキー・ブルワーズのオーナーとなる。ミルウォーキー時代のブレーブスに在籍したハンク・アーロンのファンであり、1975,76年にブルワーズでプレーさせている。
セリグがオーナーを務めた時代は、MLBの球団価値が急上昇していき、MLBのオーナーになるには複数の大規模な資産を持つ個人からなるオーナーグループないし企業でなければならないほどまで巨大化していった。セリグはこの中にあって小規模な事業家による球団オーナーという「最後の種族」だった。また、MLB選手会がマービン・ミラー会長の指導の下、非常に力をつけ、オーナーに対抗する一大勢力となっていった。選手会とオーナー側との交渉においてストライキやロックアウトが頻繁に起こるようになった。
1992年には、MLBコミッショナーのフェイ・ヴィンセントが辞任（実はセリグを含んだオーナーら球界関係者による「クーデター」によるものだった）し、それに伴いセリグが「実質的最高責任者（MLB公式サイトの紹介によればメジャーリーグ最高諮問会議のチェアマン）」に就任する。1998年には正式にコミッショナーに就任する。MLBのコミッショナー史上初のオーナー出身のコミッショナーとなる（コミッショナー就任後、ブルワーズオーナーは娘のウェンディ・セリグが2004年まで務めた）。
2009年限りでの退任を表明していたが、2008年1月18日アリゾナ州スコッツデールで行われたオーナー会議において、3年の契約延長が満場一致で承認され、2012年まで任期が延長された。
2012年1月12日、アリゾナ州パラダイスバレーで行われたオーナー会議において、2年の契約延長が満場一致で承認され、2014年末まで任期が延長された。

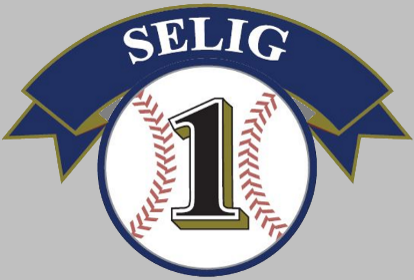
セリグの名誉背番号「1」。
ミルウォーキー・ブルワーズの永久欠番に2015年指定。

2015年1月24日、任期満了に伴い、コミッショナーを退任。それから間もない同年4月6日、かつてオーナーを務めていたブルワーズでセリグの名誉背番号として『1』をブルワーズの永久欠番に指定された。
2016年12月4日、アメリカ野球殿堂が殿堂入りを発表。1988年以降に活躍した球界関係者の候補から選考委員16人の投票により決定した。

## 評価
代表的な実績として、東西中3地区制へのリーグ再編、それに伴うポストシーズンゲーム改革（ディビジョン・シリーズの導入）（1994年）、インターリーグ（交流戦）の導入（1996年）、アメリカ・カナダ以外での初の公式戦開催（メキシコ、日本）、ボルチモア・オリオールズ対キューバ代表の親善試合の開催（1999年）、クエステック・システムの導入（2001年）、オールスターゲーム勝利リーグがワールドシリーズ本拠地開幕権を獲得（2003年）、ジャッキー・ロビンソンの全球団共通の永久欠番化（1997年）、ジャッキー・ロビンソン・デーの制定（2004年）、希望選手へのジャッキー・ロビンソン・デー限定での背番号42着用可能措置（2007年）、ワールド・ベースボール・クラシック (WBC) の創設、ビデオ判定の導入（2008年）等が挙げられる。
セリグがコミッショナーに就任した時期は、MLBの停滞が問題視されてきた。1990年代のアメリカは未曾有の好景気であったが、MLBの観客動員の伸びは芳しくなかったためである。この一因として、スモール・マーケットの球団と金持ち球団の格差が指摘されてきており、ペナントレースに対するファンの興味を失わせると問題視されてきたのである。MLBは2000年に有識者を招いて大リーグの改善策を検討した（ブルー・リボン・パネル）が、翌2001年には2球団解散を目論む。
セリグのコミッショナーとしての評価は、元々必ずしも高いものではなかった。特に1994年と2002年の選手会との労使交渉での不手際が非難されていた。1994年の労使交渉は、232日に及ぶストライキと史上初のストライキによるワールドシリーズの中止を引き起こす最悪の事態を招いてしまい、一時的に観客動員の停滞と大リーグのイメージ低下をもたらした。2002年の労使交渉においても、交渉に先立って球団解散を目論み、選手会の敵意を煽るという対応のまずさが非難を浴びたのだった。
だが、何より問題視されたのがオーナー出身という点である。これは、球界の利益に叶うよう振舞うことが必須とされるコミッショナー職において、特定チームのオーナー出身者がそれに相応しいのかということである。セリグは、コミッショナー代行に就任以後も、コミッショナーの年俸とともにブルワーズの役員としての給与も受け取っており、この点に関してフルタイムのコミッショナーとして奉職しているのだからブルワーズの給与は返上するべきと批判されたのである。
特に、2001年の球団解散騒動においてよりいっそう厳しい批判を浴びることになった。これは2～3球団を2001年以内に解散させること（ミネソタ・ツインズとモントリオール・エクスポズが対象とされた）を発表したものである。MLBは、この球団解散は膨大な赤字を改善するためのやむをえない選択であるとした。しかしながら、ツインズの解散は、隣接するミルウォーキーのメディア市場が広がることで、ブルワーズの利益に叶うものであると批判された。また、この騒動の最中に、セリグがかつてツインズのオーナーのカール・ポーラドからオーナー会議の承認を経ない不正融資を受けたことがミネソタ・ツインズの地元紙Star Tribuneに暴露されるなど、セリグの不正行為に様々な批判が浴びせられることになった。
こうした問題点を抱えているものの、セリグは様々な改革に成功しているのも確かである。例えば、2002年の集団労使交渉において合意された収入シェアリングによって、チーム間の収入格差の縮小と年俸の低下が発生し、チームの財政面の安定化がなされたとの指摘がある。また、観客動員も2003年以降好転し、さらにはWBCの開催にこぎつけるなどの事業力などと相まって、MLB史上最高の経済的繁栄をもたらしたとの評価が高まるようになった。そして遅きに失したとはいえ、アメリカプロ野球界におけるステロイドホルモン剤の本格的規制に向けて重い腰を上げた。2006年12月19日、アメリカスポーツ界の最優秀エグゼクティブに選ばれた。その年に最も大きな功績を残した経営幹部に贈られる賞で、スポーツビジネス・ジャーナルとスポーツビジネス・デーリーにより2003年に創設された。